# 킨치히강 (라인강)

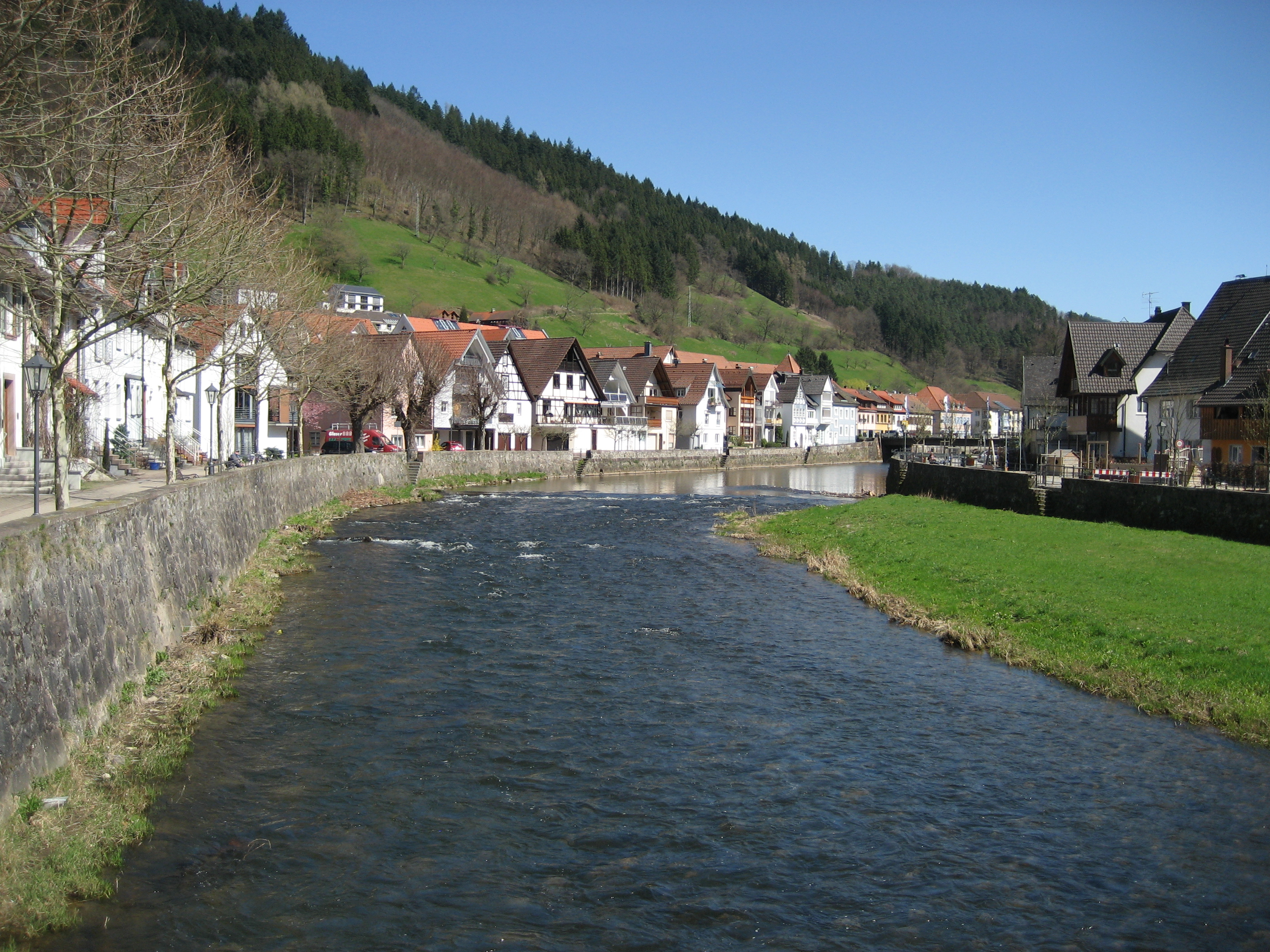
볼파흐를 흐르는 킨치히강

킨치히강(독일어: Kinzig)은 라인강의 오른쪽 지류인 독일 남서부를 흐르는 강이다.
슈바르츠발트에서 라인강 상류 평원을 거쳐 93km에 걸쳐 이어진다.